# طواف ديف يغد
طواف ديف يغد (بالفرنسية: Tour des Fjords) هو سباق دراجات هوائية،  من صنف سباق المرحلة ‏،  بدأ في 2013 في النرويج.

## تاريخ

### قائمة الفائزين
| السنة | الفائز              | الثاني             | الثالث           |
| ----- | ------------------- | ------------------ | ---------------- |
| 2013  | سيرجي تشيرنيتسكي    | لارس بيتر نوردهاوق | Zico Waeytens ‏   |
| 2014  | ألكسندر كريستوف     | ماغنوس كورت نيلسن  | جيروم بوغنيز     |
| 2015  | ماركو هالر          | سورين كراغ أندرسن  | ميخائيل اولسون   |
| 2016  | ألكسندر كريستوف     | مايكل شير          | نيك فان دير لييك |
| 2017  | إيدفالد بواسون هاغن | دريس فان جيستل     | تيمو روزن        |
| 2018  | مايكل ألباسيني      | Bjorg Lambrecht ‏   | بيم يجثارت       |

## وصلات خارجية
- الموقع الرسمي